# Nesticoccus sinensis
Nesticoccus sinensis är en insektsart som beskrevs av Tang 1977. Nesticoccus sinensis ingår i släktet Nesticoccus och familjen ullsköldlöss. Inga underarter finns listade i Catalogue of Life.